# Gustav Adolf Martini
Gustav Adolf Martini, auch G. A. Martini, (* 13. Juli 1916 in Marienhöhe, Westpreußen; † 27. Dezember 2007 in Hamburg) war ein deutscher Mediziner.

## Leben
Gustav Adolf Martini studierte Medizin an den Universitäten Breslau, Tübingen und Freiburg im Breisgau, wo er 1942 mit der Arbeit Praktische Anwendung von Aerion-Kondensatorkammern zur Röntgendosismessung zum Dr. med. promoviert wurde. Während seines Studiums wurde er 1937 Mitglied der musischen Studentenverbindung AMV Stochdorphia Tübingen im SV.
1945 wurde er Assistenzarzt in der Medizinischen Universitätsklinik Hamburg–Eppendorf bei Hans Heinrich Berg, der Martini für sein Verständnis von klinischer Medizin, analytischem Denken und wissenschaftlicher Arbeit nachhaltig prägte. In Hamburg wurde er auch 1953 habilitiert. 
Ein Studienaufenthalt am Hammersmith Hospital London bei Sheila Sherlock festigte Martinis Interesse an der wissenschaftlichen Hepatologie. Bis 1963 war er als Oberarzt in der Hamburger Klinik tätig. 
1963 wurde Martini auf den Lehrstuhl für Innere Medizin und als Direktor der Medizinischen Klinik der Philipps-Universität Marburg berufen. An der Marburger Klinik, der er bis zu seiner Emeritierung 1981 vorstand, entstand ein profilierter gastroenterologischer und hepatologischer Schwerpunkt. 
Zu Martinis Schülern zählen Wolfgang Dölle, Georg Strohmeyer (als Oberarzt der Medizinischen Klinik der Universität Marburg), Ernst-Otto Riecken und Harald Goebell, die seit den 1970er Jahren eigenständige Kliniken für Gastroenterologie und Hepatologie in Tübingen, Düsseldorf, Berlin und Essen leiteten. 
Martini war ein Vermittler der hepatologischen Wissenschaftsgemeinschaft. 1966 begründete er in Marburg die European Association for the Study of the Liver (EASL). 
Martinis Schwerpunkt war die Hepatologie. Frühzeitig beschäftigte er sich mit Fragen der akuten und chronischen Hepatitis und deren nosologischer Einordnung. Im Zentrum seines Interesses standen die Pathophysiologie und der Stoffwechsel bei der Leberzirrhose. 
In London arbeitete er zur Bakterienbesiedlung des Darmes bei chronischen Leberkrankheiten im Zusammenhang mit der porto-systemischen Enzephalopathie. In den 1960er Jahren etablierte er in „Der Internist“ in den jährlichen Dezemberheften Beiträge mit dem Titel „Was ist gesichert in der Diagnostik und Therapie internistischer Erkrankungen“, in dem Vorgehensweisen kritisch hinterfragt wurden. 1967 hatte er in der Marburger Klinik medizinisch und organisatorisch das Problem einer zunächst ungeklärten, vielfach tödlich verlaufenden Viruserkrankung zu lösen. Gemeinsam mit Virologen und Hygienikern wurde die Genese dieser Erkrankung (Marburg Virus Disease) aufgeklärt.
Zusammen mit den Marburger Forschern Werner Slenczka und Rudolf Siegert konnte das bis dahin unbekannte Virus, das später den Namen „Marburg-Virus“ erhielt, isoliert werden.
Er war Ehrenmitglied der Deutschen Gesellschaft für Innere Medizin (DGM) und Vorstandsmitglied der Deutschen Gesellschaft für Verdauungs- und Stoffwechselkrankheiten (DGVS) sowie von 1979 bis 1980 Vorsitzender der Gesellschaft Deutscher Naturforscher und Ärzte.
1987 wurde ihm der Lucie-Bolte-Preis verliehen.

## Schriften
- Das sogenannte hepatorenale Syndrom, in: Herbert Schwiegk (Hrsg.): Nierenkrankheiten, in: Handbuch der inneren Medizin, 5. Auflage, 8. Band, 3. Teil, Springer-Verlag, Berlin / Heidelberg / New York 1968, S. 351–378.
- Aktuelle Probleme der Hepatologie : Ultrastruktur, Steroidstoffwechsel, Durchblutung, Leber u. Niere, Thieme, Stuttgart 1962
- mit Ernst Hafter: Leber- und Pankreas-Enzymologie, Karger, 1961
- mit R. Siegert: Marburg virus disease, Springer Berlin / Heidelberg / New York 1971, ISBN 3-540-05199-6
- mit Ch. Bode: Metabolic changes induced by alcohol, Springer Berlin / Heidelberg / New York 1971, ISBN 3-540-05296-8